# Aquilegia karelinii
Aquilegia karelinii là một loài thực vật có hoa trong họ Mao lương. Loài này được (Baker) O.Fedtsch. & B.Fedtsch. mô tả khoa học đầu tiên năm 1899.